# Regionalny Zarząd Gospodarki Wodnej w Warszawie

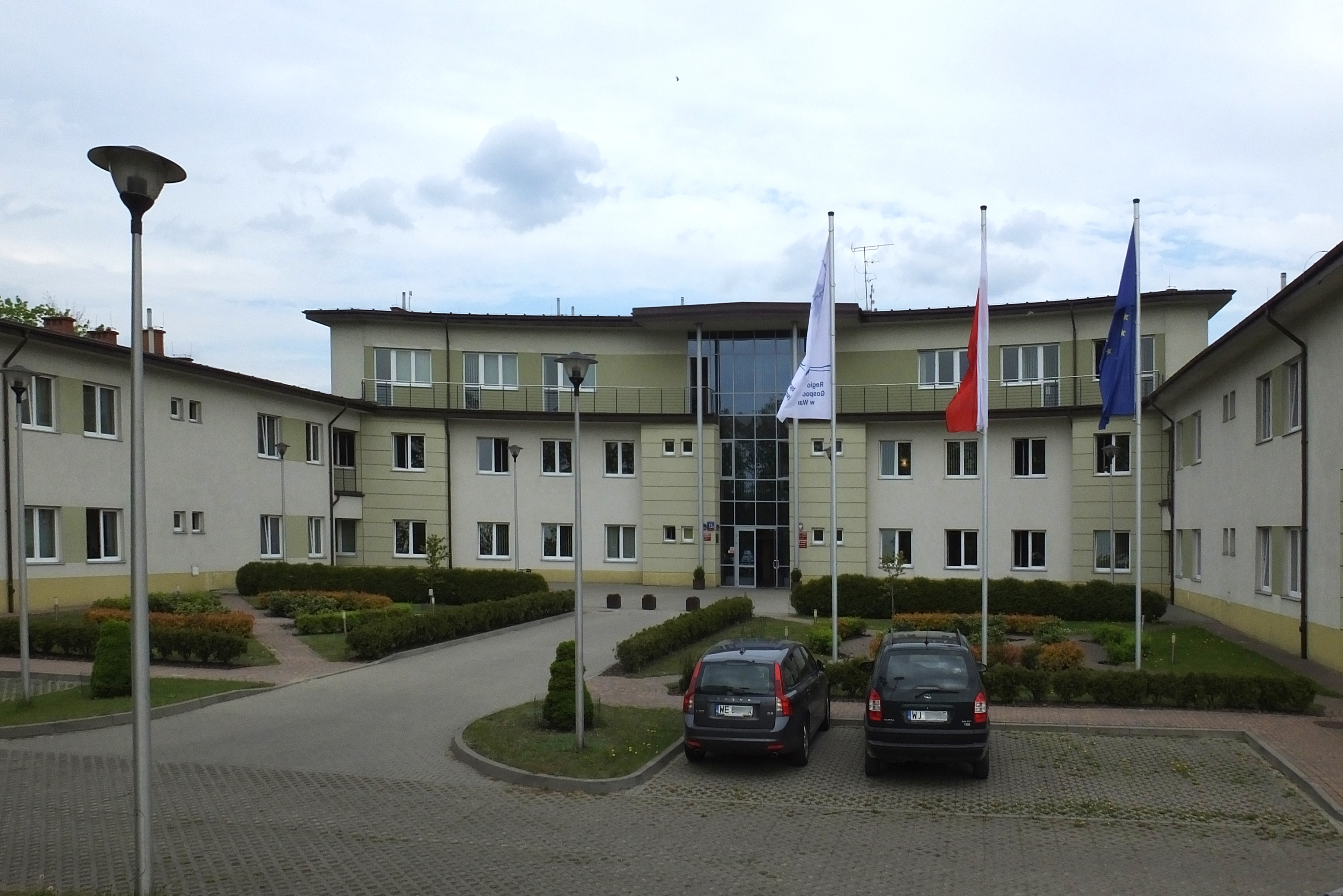
Siedziba RZGW w Warszawie, ul. Zarzecze 13b

Regionalny Zarząd Gospodarki Wodnej w Warszawie – jeden z siedmiu regionalnych zarządów gospodarki wodnej powołanych w Polsce. Swoim zasięgiem obejmuje region wodny Środkowej Wisły, Jarft, Niemna, Łyny, Węgorapy oraz Świeżej. Siedzibą organu jest Warszawa.